# Das Fürstenkind
Das Fürstenkind (Furstebarnet) är en operett i ett förspel och två akter med musik av Franz Lehár och libretto av Victor Léon efter en av figurerna i romanen Le Roi des Montagnes av Edmond About. Operetten hade premiär den 7 oktober 1909 på Johann Strauß-Theater i Wien.

## Historia
Lehars operett tillkom samtidigt som den något senare uruppförda operetten Der Graf von Luxemburg (12 november 1909). I motsats till det verket kunde Das Fürstenkind inte göra sig gällande på teatrarnas repertoar. Ett försök med en nypremiär 1932 med den nya titeln Der Fürst der Berge blev dock ingen succé. Nuförtiden uppförs operetten mycket sällan.

## Uppsättningar
På grund av operettens ringa bekantskapsgrad har den uppförts få gånger. Tenoren Richard Tauber sjöng 1932 arian "Schweig, zagendes Herz" und "Freiheit, du bist unser Leben" (Rollen som Stavros) under ledning av Franz Schönbaumsfeld och Odeon-Künstler-Orchester. 1946 sjöng Tauber med  Lehár själv som dirigent i en radioutsändning från Schweizer Radiosenders Beromünster än en gång "Schweig, zagendes Herz".
Österreichische Rundfunk publicerade 1967 en radioinspelning av operetten med dirigenten Max Schönherr och Große Wiener Rundfunkorchester. Den inspelningen finns utgiven på CD.
Den 28 november 2010 sattes operetten upp på Prinzregententheater i München. Ulf Schirmer ledde Münchner Rundfunkorchester. Uppsättningen finns utgiven på skivmärket CPO.
Svensk premiär den 8 mars 1913 på Oscarsteatern i Stockholm.

## Trivia
Franz Lehar komponerade operetten samtidigt som Der Graf von Luxemburg och Zigeunerliebe. Han trodde helt felaktigt att Das Fürstenkind skulle bli den mest framgångsrika av de tre operetterna.

## Personer
- Hadschi Stavros, grekisk prins och rövarledare
- Photini, hans dotter
- Christodulos, hennes tjänare
- Bill Harris, en amerikansk officer
- Dr. Cleriany, botaniker
- Thomas Barley, chef för Bankhauses Stone & Co i London
- Gwendolyne Barley, Thomas Barleys hustru
- Mary-Ann, deras dotter
- Perikles, Polischef
- Basilios, Koltzida, Phalatis, Tamburis, Milotis, Mustakas och Spiro; rövare

## Handling
Operetten utspelas i Grekland i början av 1900-talet. Prinsessan Photini älskar en amerikansk officer, som är på jakt efter en beryktad rövare. De vet inte att rövaren är Photinis fader prins Hadschi, som lever ett dubbelliv.

## Musiknummer
Nr. 1 Trio
Nr. 2 Duett: Papa ich bin verliebt
Nr. 3 Terzett och sång: Mutter ging schlafen
Nr. 4 Pallikarensång: Lange Jahre, Bange Jahre
Nr. 5 Final I
Nr. 5 1/2 Entr'act: Rövarmarsch 
Nr. 6 Ensemble
Nr. 7 Sång: Kindchen sei hübsch brav
Nr. 8 Duett: Ich diene so gerne den Damen
Nr. 8a Musikalisk scen
Nr. 9 Ensemble och duett: Wüsstest Du Mädchen, wie wohl das tut
Nr. 10 Ensembl
Nr. 11 Final II
Nr. 11a Intermezzo (Resignation)
Nr. 12 Kvintett: Walzer, wer hat Dich wohl erdacht
Nr. 13 Duett: Jung und alt
Nr. 14 Melodram